# Людвіґ Дрінґенберґ
Людвіґ Дрінґенберґ (нім. Ludwig Dringenberg) (нар. 1410Дрінґенберґ, Єпископство Падерборн — пом. 1477, Шлеттштадт) — німецький монах, гуманіст, педагог. Учень Томи Кемпійського, вчитель Якоба Вімпфелінґа.

## Життєпис
Людвіґ Дрінґенберґ народився у Дрінґенберзі, Вестфалія. Навчався у «Братстві спільного життя» в нідерландському Девентері. Закінчив Гайдельбергський університет 13 квітня 1434 року.
У 1441 році магістрат міста Шлеттштадт призначив Людвіґа Дрінґенберґа очільником місцевої Латинської школи. Завдяки Дрінґенберґу, який керував школою з 1441 по 1477 рік, в Шлеттштадті з'явилася перший у Верхньорейнському регіоні навчальний заклад, де розвивалася  ренесансна гуманістична думка. Школа мала 900 слухачів і стала центром гуманістичної освіти.
Послідовники Дрінґенберґа — Крафт Гофман (нім. Kraft Hofman), Ієронім Ґебвілер (нім. Hieronymus Gebwiler) та Йоганн (Ганс) Сапідус (нім. Johannes Sapidus) (1510-1525) — сприяли зміцненню її репутації в Європі. У результаті їх діяльності в кінці XV — початку XVI століття Латинська школа Шлеттштадта перетворилася на важливий культурний центр і стала альма-матер для цілого покоління ельзаських гуманістів (розквіт школи тривав до середини XVI століття).
У 1442 році Дрінґенберґ при школі заснував Гуманістичну бібліотеку, незадовго до смерті заповів свої книги цієї бібліотеці.